# Viktorie Hesensko-Darmstadtská
Viktorie Hesensko-Darmstadtská (německy Viktoria Alberta Elisabeth Mathilde Marie von Hessen-Darmstadt) (5. dubna 1863, Windsor – 24. září 1950, Londýn) byla nejstarší dcerou Ludvíka IV., velkovévody hesenského, a princezny Alice Sasko-Koburské, dcery královny Viktorie a prince Alberta Sasko-Kobursko-Gothajského. 
Princezna Viktorie se narodila na hradě Windsor v přítomnosti své babičky z matčiny strany a vyrůstala v Německu a Anglii. Její matka zemřela v době, kdy Viktoriini bratr a sestry byli ještě malí, což ji dostalo do pozice zodpovědné za své sourozence. Přes nesouhlas svého otce se provdala za jeho bratrance z prvního kolena prince Ludvíka z Battenbergu, důstojníka britského královského námořnictva. Viktorie prožila většinu svého manželského života v různých částech Evropy na námořních postech svého manžela a na návštěvách mnoha královských příbuzných. Její rodina ji vnímala jako liberálně smýšlející, přímou, praktickou a bystrou. Manželé měli čtyři děti: Alici, Luisu, George a Louise.
Během první světové války se Viktorie a její manžel vzdali svých německých titulů a přijali příjmení Mountbatten, což byla poangličtěná verze německého „Battenberg“. Dvě z jejích sester,Alžběta a Alix, které se provdaly do ruské carské rodiny, byly zavražděny komunistickými revolucionáři. Po druhé světové válce se její dcera Luisa stala švédskou královnou manželkou a její syn Louis byl jmenován posledním místokrálem Indie. Byla babičkou z matčiny strany prince Philipa, vévody z Edinburghu, chotě královny Alžběty II. a prababičkou krále Karla III.

## Původ a mládí

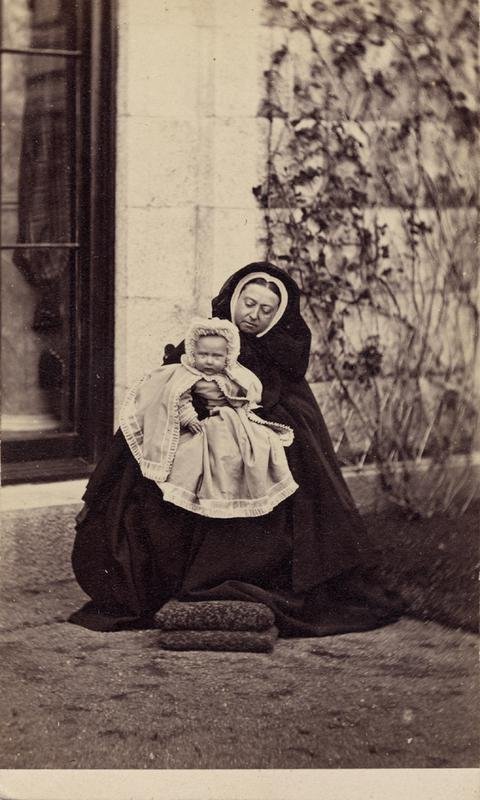
Princezna Viktorie Hesenská se svou babičkou, britskou královnou Viktorií, 1863

Viktorie se narodila o Velikonoční neděli 5. dubna 1863 na hradě Windsor za přítomnosti své babičky z matčiny strany, královny Viktorie. Viktorie byla prvním ze sedmi dětí předposledního hesenského velkovévody Ludvíka IV. a jeho manželky Alice Sasko Koburské, původem britské princezny. Pokřtěna byla v luteránské víře v Zeleném salonku na hradě Windsor v náručí královny 27. dubna. Jejími kmotry byli královna Viktorie, princezna Marie Adelaida z Cambridge, Ludvík III. velkovévoda hesenský (zastoupený princem Alexandrem hesenským), princ z Walesu a princ Jindřich Hesenský.
Do tří let žila v Německu, v Bessungen, potom rodina přesídlila do Nového paláce v Darmstadtu, kde sdílela ložnici se svou mladší sestrou Alžbětou, dokud obě nedospěly. Stejně jako její sourozenci se jí dostalo vzdělání na vysoké úrovni; byla vášnivou čtenářkou.

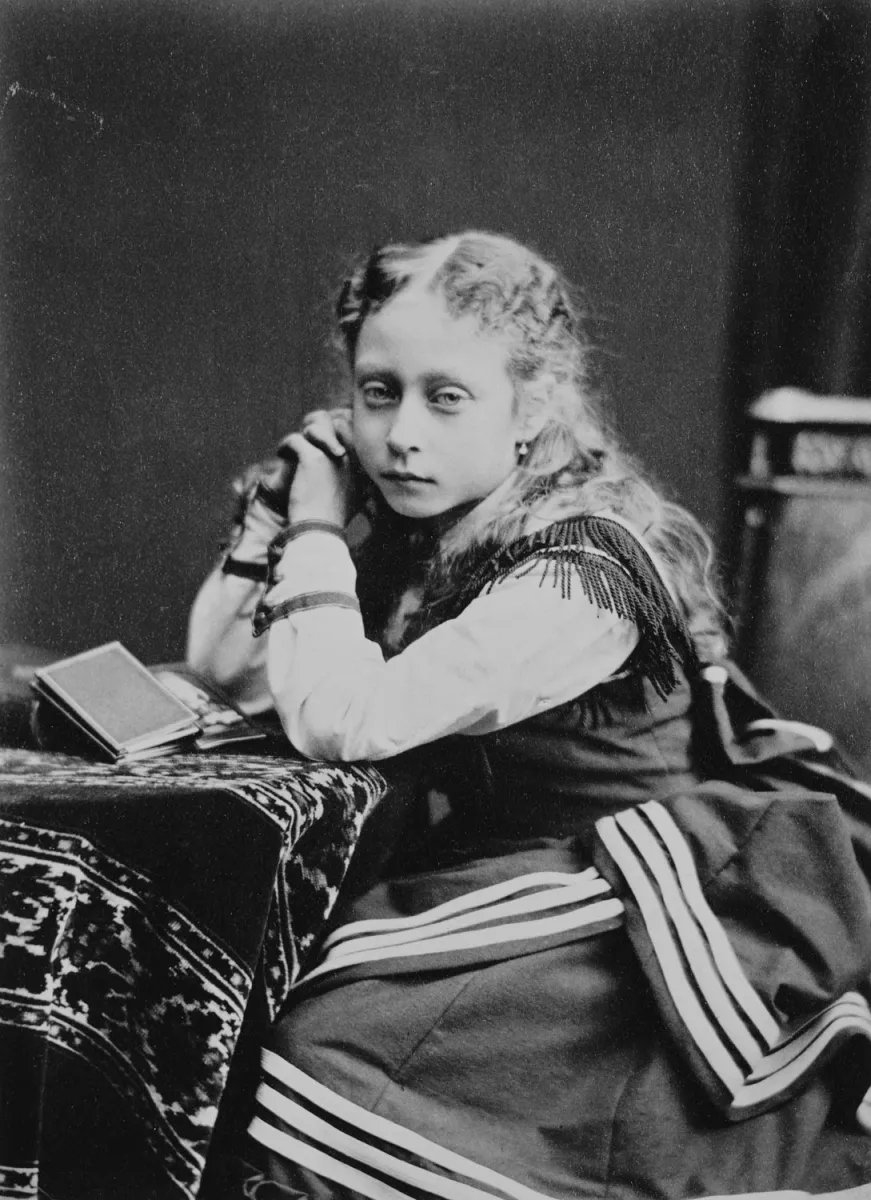
Princezna Viktorie Hesenská, 1871

V době pruské invaze do Hesenska, v červnu roku 1866, byly Viktorie a její sestra Alžběta poslány ke své babičce Viktorii do Anglie, dokud válečné události neskončily (zabráním Hesenska-Kaselska a částí Hesenska-Darmstadtska Pruskem). Za prusko-francouzské války v roce 1870 byly na pozemcích paláce zřízeny vojenské špitály a Viktorie pomáhala své matce v kuchyni připravovat pro vojáky polévku. 
V roce 1872 byla Viktoriinu osmnáctiměsíčnímu bratrovi Fridrichovi diagnostikována hemofilie. Tato diagnóza byla pro evropské královské rodiny šokem; bylo to dvacet let, co se královně Viktorii narodil její hemofilický syn, princ Leopold, vévoda z Albany, a byl to první náznak, že tato porucha krvácivosti je v královské rodině dědičná. Následujícího roku Fridrich vypadl z okna na kamenné schody a zemřel. Byla to první z mnoha tragédií, které postihly její rodinu.
Na začátku listopadu 1878 se Viktorie nakazila záškrtem. Alžběta byla rychle vystěhována z jejich pokoje a jako jediná z rodiny nemoci unikla. Viktoriina matka několik dní ošetřovala své děti a manžela, ale nepodařilo se jí zachránit nejmladší dceru Marii, která v polovině listopadu zemřela. Když už se zdálo, že se zbytek rodiny uzdravil, onemocněla princezna Alice. Zemřela 14. prosince, v den výročí smrti svého otce, prince Alberta. Jako nejstarší dítě Viktorie částečně převzala roli matky mladších sourozenců a společnice svého otce. Později napsala: „Smrt mé matky byla nenapravitelnou ztrátou... S její smrtí skončilo mé dětství, protože jsem se stala nejstarší a nejzodpovědnější"

## Manželství a potomci

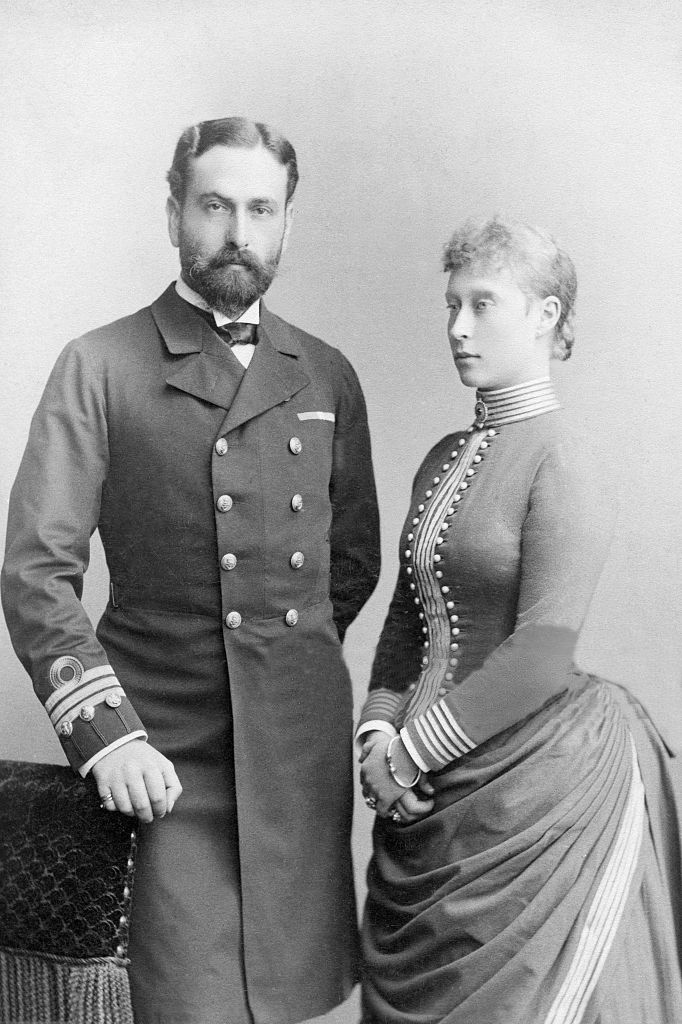
Princezna Viktorie Hesenská s princem Ludvíkem z Battenbergu, 1883

Na rodinných setkáních se Viktorie často setkávala s princem Ludvíkem z Battenbergu, který byl jejím bratrancem z prvního kolena a členem morganatické větve hesenské královské rodiny. Princ Ludvík přijal britské občanství a sloužil jako důstojník královského námořnictva. V zimě roku 1882 se v Darmstadtu znovu setkali a v létě následujícího roku se zasnoubili.
Po krátkém odkladu kvůli smrti svého strýce z matčiny strany prince Leopolda, vévody z Albany, se Viktorie 30. dubna 1884 v Darmstadtu provdala za prince Ludvíka. Její otec se sňatkem nesouhlasil; podle jeho názoru měl princ Ludvík - jeho vlastní bratranec z prvního kolena - málo peněz a připravil by ho o dceřinu společnost, protože pár by přirozeně žil v zahraničí v Británii. Viktorie však měla nezávislé smýšlení a otcovy nespokojenosti si příliš nevšímala. Pozoruhodné je, že téhož večera se Viktoriin otec tajně oženil se svou milenkou, hraběnkou Alexandrinou von Hutten-Czapskou, bývalou manželkou Alexandra von Kolemine, ruského chargé d'affaires v Darmstadtu. Jeho sňatek s rozvedenou ženou, která mu nebyla rovna, šokoval shromážděnou evropskou královskou rodinu a kvůli diplomatickému a rodinnému tlaku byl Viktoriin otec nucen požádat o anulování vlastního manželství
Během následujících šestnácti let se Viktorii a jejímu manželovi narodily čtyři děti:
- Alice (25. února 1885 – 5. prosince 1969), ⚭ 1903 Ondřej Řecký a Dánský (2. února 1882 – 3. prosince 1944), matka Filipa Mountbattena, manžela britské královny Alžběty II.,
- Luisa (13. července 1889 – 7. března 1965), ⚭ 1923 Gustav VI. Adolf (11. listopadu 1882 – 15. září 1973), král švédský od roku 1950 až do své smrti
- George Mountbatten (6. listopadu 1892 – 8. dubna 1938), 2. markýz z Milford-Havenu, ⚭ 1916 Naděžda de Torby (28. března 1896 – 22. ledna 1963)
- Louis Mountbatten, 1. hrabě Mountbatten z Barmy (25. červen 1900 – 27. srpna 1979), poslední vicekrál a předposlední generální guvernér Indie, ⚭ 1922 Edwina Ashley (28. listopadu 1901 – 21. února 1960)

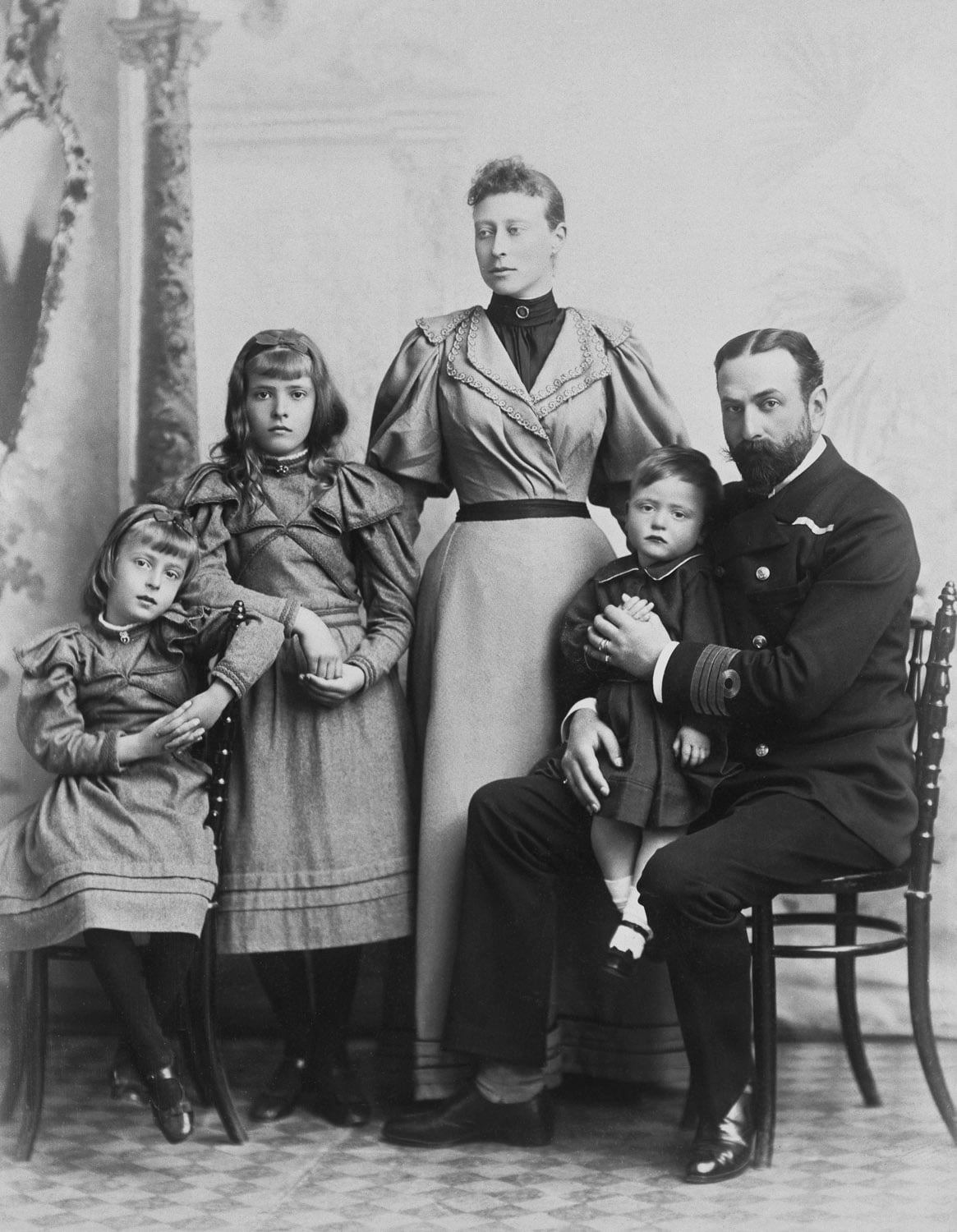
Rodinná fotografie prince Ludvíka z Battenbergu a jeho manželky, princezny Viktorie Hesenské, spolu s jejich dětmi Alicí (budoucí princeznou řeckou a dánskou a matkou prince Philipa), Luisou (budoucí švédskou královnou) a Jiřím (budoucím druhým markýzem z Milford Haven). Nejmladší dítě, Louis Mountbatten, se v té době ještě nenarodil. 1895

Žili v několika domech v Chichesteru, Sussexu, Waltonu nad Temží a na zámku Heiligenberg v Jugenheimu. Když princ Ludvík sloužil u Středomořské flotily, strávila několik zim na Maltě. V roce 1887 se nakazila tyfem[nepřesný odkaz], ale poté, co ji manžel ošetřoval, se do června uzdravila natolik, že se mohla zúčastnit oslav zlatého jubilea královny Viktorie v Londýně. Zajímala se o vědu, nakreslila podrobnou geologickou mapu Malty a účastnila se také archeologických vykopávek na ostrově i v Německu. V kůží vázaných svazcích si vedla pečlivé záznamy o přečtených knihách, které prozrazují širokou škálu zájmů, včetně socialistické filozofie.
Osobně učila své vlastní děti a seznamovala je s novými myšlenkami a vynálezy. Svého mladšího syna Louise učila až do jeho deseti let. Ten o ní v roce 1968 řekl, že byla: „chodící encyklopedií. Po celý život si střádala vědomosti o nejrůznějších tématech a měla ten velký dar, že když mě to učila, dokázala to všechno podat zajímavě. Byla naprosto metodická, na každý předmět jsme měli rozvrh, já jsem se musel připravovat a tak dále. Naučila mě, že mě má bavit tvrdě pracovat a být důkladný. Byla upřímná a otevřená do té míry, jaká je u členů královské rodiny zcela neobvyklá. A také byla zcela bez předsudků ohledně politiky nebo barvy pleti a podobných věcí."
V roce 1906 letěla ve vzducholodi Zeppelin a ještě odvážněji později v dvouplošníku, přestože „nebyl vyroben pro přepravu cestujících a my jsme seděli bezpečně připoutáni na malé stoličce a drželi se na zádech letce." Až do roku 1914 Viktorie pravidelně navštěvovala své příbuzné v zahraničí, v Německu i v Rusku, včetně svých dvou sester, které se provdaly do ruské carské rodiny: Alžběta, která se provdala za velkoknížete Sergeje Alexandroviče, a Alix, která se provdala za cara Mikuláše II. Viktorie byla jednou z carevniných příbuzných, kteří se ji snažili od vlivu Rasputina odradit. V době vypuknutí války mezi Německem a Velkou Británií v roce 1914 byla Viktorie se svou dcerou Luisou v Rusku v Jekatěrinburgu. Vlakem a parníkem odcestovaly do Petrohradu a odtud přes Tornio do Stockholmu. Z norského Bergenu odpluly na „poslední lodi“ zpět do Británie.

## Pozdější léta života

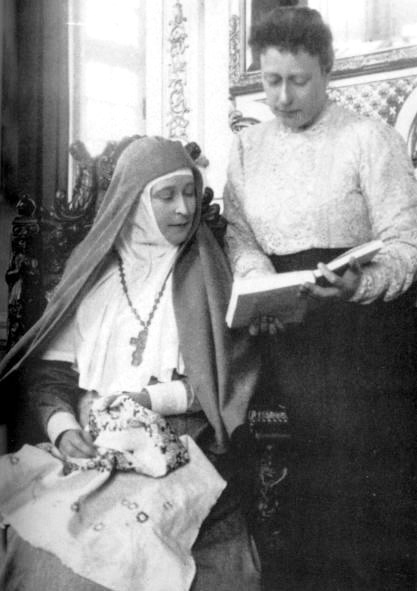
Princezna Viktorie (vpravo) se svou sestrou Alžbětou Ruskou, c. 1912

Princ Ludvík byl na začátku války donucen odstoupit z námořnictva, když se jeho německý původ stal překážkou, a manželé se na válečná léta uchýlili do Kent House na ostrově Wight, který Viktorii darovala její teta princezna Louise, vévodkyně z Argyllu. Viktorie z manželovy nucené rezignace obviňovala vládu, „které si málokdo váží nebo jí důvěřuje." Nedůvěřovala prvnímu lordu admirality Winstonu Churchillovi, protože ho považovala za nespolehlivého - jednou si vypůjčil knihu a nevrátil ji. Přetrvávající veřejné nepřátelství vůči Německu vedlo krále Spojeného království Jiřího V. ke zřeknutí se německých titulů a současně se 14. července 1917 princ Ludvík a Viktorie zřekli svých titulů a přijali poangkličtěnou verzi příjmení Battenberg - Mountbatten. Očtyři měsíce později byl Ludvík králem znovu povýšen na markýze z Milford Haven. Během války byly Viktoriiny dvě sestry, Alix a Alžběta, zavražděny během ruské revoluce a její bratr, Arnošt Ludvík, velkovévoda hesenský, byl sesazen. Při své poslední návštěvě Ruska v roce 1914 projížděla Viktorie kolem stejného domu v Jekatěrinburgu, kde měla být Alix zavražděna. V lednu 1921 bylo Alžbětino tělo po dlouhé a složité cestě pohřbeno v Jeruzalémě za Viktoriiny přítomnosti. Tělo Alix nebylo za Viktoriina života nikdy nalezeno.
Viktoriin manžel zemřel v září 1921 v Londýně. Po setkání s ní v námořním a vojenském klubu na Piccadilly si stěžoval, že se necítí dobře, a Viktorie ho přesvědčila, aby si odpočinul v pokoji, který si zamluvili v přístavbě klubu. Zavolala lékaře, který mu předepsal léky, a Viktorie se vydala vyzvednout recept do nedaleké lékárny. Když se vrátila, byl Ludvík mrtev. Po ovdovění se Viktorie přestěhovala do rezidence v Kensingtonském paláci a podle slov svého životopisce se ‚,stala ústřední matriarchální postavou v životě přeživší evropské královské rodiny."
V roce 1930 se její nejstarší dcera Alice nervově zhroutila a byla u ní diagnostikována schizofrenie. V následujícím desetiletí byla Viktorie z velké části zodpovědná za výchovu a vzdělání svého vnuka prince Philipa v době, kdy se jeho rodiče rozešli a jeho matka byla umístěna do ústavu. Princ Philip vzpomínal: „Měl jsem svou babičku velmi rád a vždy mi pomáhala. S dětmi to uměla velmi dobře... přistupovala k nim prakticky. Chovala se k nim správným způsobem - správnou kombinací racionálního a emocionálního přístupu."

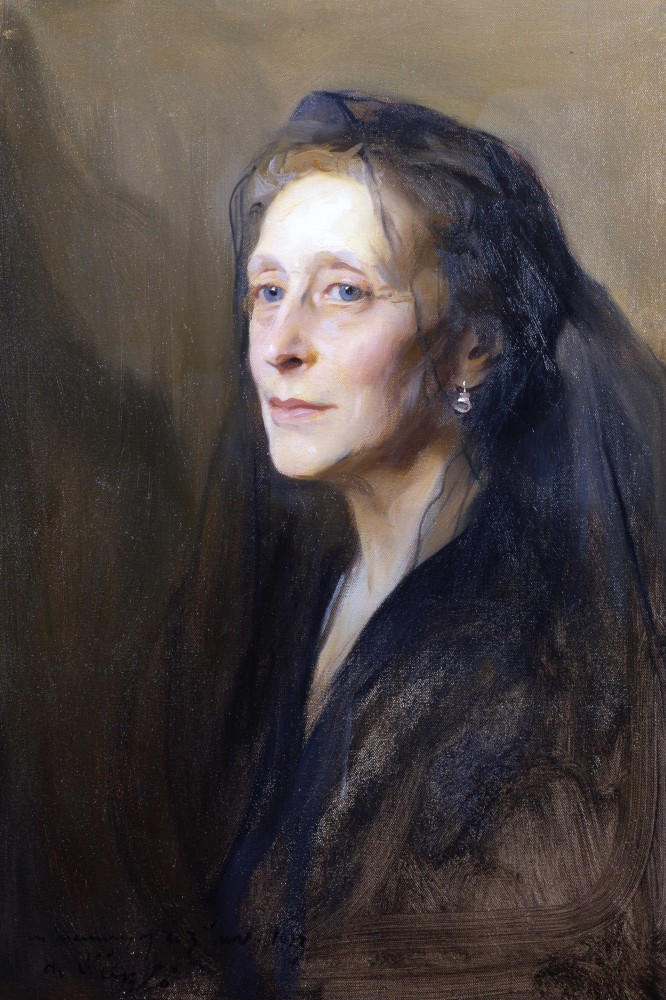
Viktorie na portrétu Philipa de Lászla, 1923

V roce 1937 zemřel Viktoriin bratr Arnošt Ludvík a brzy poté při leteckém neštěstí v Ostende zahynula její ovdovělá švagrová, synovec, vnučka a dvě pravnoučata. Viktoriina vnučka, řecká a dánská princezna Cecilie, se provdala za Viktoriina synovce (syna Arnošta Ludvíka), Jiřího Donáta Hesenského. Všichni i jejich dva malí synové, Ludvík a Alexandr, zahynuli. Ceciliino nejmladší dítě, Johannu, která v letadle nebyla, adoptoval její strýc princ Ludvík Hesenský, na jehož svatbu oběti havárie cestovaly, ale holčička přežila své rodiče a starší bratry jen o osmnáct měsíců a zemřela v roce 1939 na meningitidu.
Brzy následovala další tragédie, když v následujícím roce zemřel Viktoriin syn Jiří na rakovinu kostí. Její vnučka, lady Pamela Hicksová, vzpomínala na babiččiny slzy. Za druhé světové války byla Viktorie bombardována v Kensingtonském paláci a nějaký čas strávila na hradě Windsor u krále Jiřího VI. Její přeživší syn (Louis) a její dva vnuci (David Mountbatten a princ Philip) sloužili v královském námořnictvu, zatímco její němečtí příbuzní bojovali na straně nepřítele. Většinu času trávila čtením a starostmi o své děti; její dcera Alice zůstala v okupovaném Řecku a  nemohla čtyři roky komunikovat se svou matkou. Po vítězství Spojenců byl její syn Louis jmenován vikomtem Mountbattenem z Barmy. Byla mu nabídnuta funkce místokrále Indie, ale Viktorie byla hluboce proti tomu, aby ji přijal, protože věděla, že tato funkce bude nebezpečná a obtížná; on ji přesto přijal.

## Smrt
15. prosince 1948 se Viktorie zúčastnila křtin svého pravnuka, prince Charlese. Byla jedním z osmi sponzorů nebo kmotrů, spolu s králem Jiřím VI, norským králem Haakonem VII, královnou Marií, princeznou Margaret, princem Jiřím Řeckým a Dánským, lady Brabourne a Davidem Bowes-Lyonem.
V létě 1950 onemocněla bronchitidou (kouřila od svých šestnácti let) v domě lorda Mountbattena v Broadlands v Hampshire. Se slovy, že „je lepší zemřít doma," se Viktorie přestěhovala zpět do Kensingtonského paláce, kde 24. září ve věku 87 let zemřela. Pohřbena byla o čtyři dny později v areálu kostela svaté Mildredy ve Whippinghamu na ostrově Wight.

## Tituly
- Její velkovévodská výsost Viktorie von Hessen und bei Rhein (1863–1884)
- Její velkovévodská výsost J.O. princezna Viktorie Battenberg (1884–1917)
- Lady Mountbatten (14.–17. července 1917)
- Markýza Milford Haven (1917–1921)
- Markýza vdova Milford Haven (1921–1950)

## Vývod z předků
|                                |                                     |  |                                      |                                       |  |  |  |  |  |  |  | Ludvík I. Hesenský |
|                                |                                     |  |                                      |                                       |  |  |  |  |  |  |  |                    |
|                                | Ludvík II. Hesenský                 |  |                                      |                                       |  |  |  |  |  |  |  |                    |
|                                |                                     |  |                                      |                                       |  |  |  |  |  |  |  |                    |
|                                |                                     |  |                                      | Luisa Hesensko-Darmstadtská           |  |  |  |  |  |  |  |                    |
|                                |                                     |  |                                      |                                       |  |  |  |  |  |  |  |                    |
|                                | Karel Hesenský                      |  |                                      |                                       |  |  |  |  |  |  |  |                    |
|                                |                                     |  |                                      |                                       |  |  |  |  |  |  |  |                    |
|                                |                                     |  |                                      | Karel Ludvík Bádenský                 |  |  |  |  |  |  |  |                    |
|                                |                                     |  |                                      |                                       |  |  |  |  |  |  |  |                    |
|                                | Vilemína Luisa Bádenská             |  |                                      |                                       |  |  |  |  |  |  |  |                    |
|                                |                                     |  |                                      |                                       |  |  |  |  |  |  |  |                    |
|                                |                                     |  |                                      | Amálie Hesensko-Darmstadtská          |  |  |  |  |  |  |  |                    |
|                                |                                     |  |                                      |                                       |  |  |  |  |  |  |  |                    |
|                                | Ludvík IV. Hesenský                 |  |                                      |                                       |  |  |  |  |  |  |  |                    |
|                                |                                     |  |                                      |                                       |  |  |  |  |  |  |  |                    |
|                                |                                     |  |                                      | Fridrich Vilém II.                    |  |  |  |  |  |  |  |                    |
|                                |                                     |  |                                      |                                       |  |  |  |  |  |  |  |                    |
|                                | Vilém Pruský                        |  |                                      |                                       |  |  |  |  |  |  |  |                    |
|                                |                                     |  |                                      |                                       |  |  |  |  |  |  |  |                    |
|                                |                                     |  |                                      | Frederika Luisa Hesensko-Darmstadtská |  |  |  |  |  |  |  |                    |
|                                |                                     |  |                                      |                                       |  |  |  |  |  |  |  |                    |
|                                | Alžběta Pruská                      |  |                                      |                                       |  |  |  |  |  |  |  |                    |
|                                |                                     |  |                                      |                                       |  |  |  |  |  |  |  |                    |
|                                |                                     |  |                                      | Fridrich V. Hesensko-Homburský        |  |  |  |  |  |  |  |                    |
|                                |                                     |  |                                      |                                       |  |  |  |  |  |  |  |                    |
|                                | Marie Anna Hesensko-Homburská       |  |                                      |                                       |  |  |  |  |  |  |  |                    |
|                                |                                     |  |                                      |                                       |  |  |  |  |  |  |  |                    |
|                                |                                     |  |                                      | Karolína Hesensko-Darmstadtská        |  |  |  |  |  |  |  |                    |
|                                |                                     |  |                                      |                                       |  |  |  |  |  |  |  |                    |
| Viktorie Hesensko-Darmstadtská |                                     |  |                                      |                                       |  |  |  |  |  |  |  |                    |
|                                |                                     |  |                                      |                                       |  |  |  |  |  |  |  |                    |
|                                |                                     |  | František Sasko-Kobursko-Saalfeldský |                                       |  |  |  |  |  |  |  |                    |
|                                |                                     |  |                                      |                                       |  |  |  |  |  |  |  |                    |
|                                | Arnošt I. Sasko-Kobursko-Gothajský  |  |                                      |                                       |  |  |  |  |  |  |  |                    |
|                                |                                     |  |                                      |                                       |  |  |  |  |  |  |  |                    |
|                                |                                     |  |                                      | Augusta Reuss Ebersdorf               |  |  |  |  |  |  |  |                    |
|                                |                                     |  |                                      |                                       |  |  |  |  |  |  |  |                    |
|                                | Albert Sasko-Kobursko-Gothajský     |  |                                      |                                       |  |  |  |  |  |  |  |                    |
|                                |                                     |  |                                      |                                       |  |  |  |  |  |  |  |                    |
|                                |                                     |  |                                      | Augustus Sasko-Gothajsko-Altenburský  |  |  |  |  |  |  |  |                    |
|                                |                                     |  |                                      |                                       |  |  |  |  |  |  |  |                    |
|                                | Luisa Sasko-Gothajsko-Altenburská   |  |                                      |                                       |  |  |  |  |  |  |  |                    |
|                                |                                     |  |                                      |                                       |  |  |  |  |  |  |  |                    |
|                                |                                     |  |                                      | Luisa Šarlota Meklenbursko-Zvěřínská  |  |  |  |  |  |  |  |                    |
|                                |                                     |  |                                      |                                       |  |  |  |  |  |  |  |                    |
|                                | Alice Sasko-Koburská                |  |                                      |                                       |  |  |  |  |  |  |  |                    |
|                                |                                     |  |                                      |                                       |  |  |  |  |  |  |  |                    |
|                                |                                     |  |                                      | Jiří III.                             |  |  |  |  |  |  |  |                    |
|                                |                                     |  |                                      |                                       |  |  |  |  |  |  |  |                    |
|                                | Eduard August Hannoverský           |  |                                      |                                       |  |  |  |  |  |  |  |                    |
|                                |                                     |  |                                      |                                       |  |  |  |  |  |  |  |                    |
|                                |                                     |  |                                      | Šarlota Meklenbursko-Střelická        |  |  |  |  |  |  |  |                    |
|                                |                                     |  |                                      |                                       |  |  |  |  |  |  |  |                    |
|                                | královna Viktorie                   |  |                                      |                                       |  |  |  |  |  |  |  |                    |
|                                |                                     |  |                                      |                                       |  |  |  |  |  |  |  |                    |
|                                |                                     |  |                                      | František Sasko-Kobursko-Saalfeldský  |  |  |  |  |  |  |  |                    |
|                                |                                     |  |                                      |                                       |  |  |  |  |  |  |  |                    |
|                                | Viktorie Sasko-Kobursko-Saalfeldská |  |                                      |                                       |  |  |  |  |  |  |  |                    |
|                                |                                     |  |                                      |                                       |  |  |  |  |  |  |  |                    |
|                                |                                     |  |                                      | Augusta Reuss Ebersdorf               |  |  |  |  |  |  |  |                    |
|                                |                                     |  |                                      |                                       |  |  |  |  |  |  |  |                    |